# أندريه قروس
أندريه قروس (بالفرنسية: André Gros) (و. 1908 – 2003 م) هو قاضي، وأستاذ جامعي فرنسي، ولد في دواي، كان عضوًا في معهد القانون الدولي، توفي عن عمر يناهز 95 عاماً.

## روابط خارجية
- أندريه قروس على موقع مونزينجر (الألمانية)